# 삼성 갤럭시 탭 S 8.4
삼성 갤럭시 탭 S 8.4(Samsung GALAXY Tab S 8.4)는 삼성전자에서 제조/판매하는 안드로이드 태블릿 컴퓨터다.
2014년 6월 12일 갤럭시 프리미어 2014 행사에서 발표되어, 2014년 6월 27일에 출시하였다.

## 연혁
- 2014년 6월 12일 : 갤럭시 프리미어 2014에서 공개[2][3]
- 2014년 6월 27일 : 제품 출시[4]

## 외형
갤럭시 S5와 동일한 재질과 동일한 펀칭 패턴이 작용되었다.

### 색상
- 티타늄 브론즈
- 다즐링 화이트

## 지문 인식
홈버튼에 스와이프 방식의 지문 인식 센서가 내장되어 있으며, 이를 잠금화면 해제, 갤러리등의 사적인 애플리케이션의 보호, 결제등에 활용할 수 있다.

## 운영 체제/소프트웨어

### 안드로이드 4.4 킷캣
안드로이드 OS 4.4.2 킷캣을 탑재하여 출시했다.

### 안드로이드 5.0 롤리팝
2015년 4월 23일 (한국기준), 안드로이드 OS 5.0.2 롤리팝으로 업그레이드 되었다.

### 안드로이드 6.0 마시멜로우
2016년 8월 22일 (한국기준), 안드로이드 OS 6.0.1 마시멜로로 업그레이드 되었다. 다만 LTE 기종은 10.5 LTE에 비해 업데이트가 늦어지고 있다.

## 같이 보기
- 삼성 갤럭시 탭 S 10.5
- 삼성 갤럭시 탭 4
- 삼성 갤럭시 노트 10.1 2014 에디션
- 삼성 갤럭시 노트 프로 12.2
- 삼성 갤럭시 탭 프로